# Studia humanitatis
Studia humanitatis je slovenski zavod, ki se ukvarja z založniško in raziskovalno dejavnostjo. Nastal je leta 1999. Sedež ima v Ljubljani.
Leta 1985 je nastala knjižna zbirka Studia humanitatis . Poleg zelene zbirke zavod izdaja še zbirki Apes in Varia. Uredniški odbor: Bojan Baskar, Jernej Habjan, Gregor Kroupa, † Neda Pagon, Saša Pagon (v.d. glavne in odgovorne urednice) in Marta Verginella.
Po mnnenju Igorja Grdine je zelena zbirka vztrajala zaradi Nede Pagon, ki sicer ni sodelovala pri njeni stvaritvi.